# Célestin Engelemba
 (septembre 2021).
Célestin Engelemba Bokuwe, né à Lutombe le 26 mai 1969est un homme politique de la République démocratique du Congo et député national, élu de la circonscription de Monkoto dans la province de laTshuapa,,,.

## Biographie
Célestin Engelemba est né à Lutumbe le 28 mai 1969, élu député national dans la circonscription électorale de Monkoto dans la province du Tshuapa, il est membre du parti politique l'Avenir du Congo (ACO),.

## Études
Il est licencié en agronomie, autres connaissance: Evaluation des projets et Gestion catastrophes naturelles.